# Teoman Gündüz
Teoman Gündüz (* 7. Juni 2004 in Berlin) ist ein deutsch-türkischer Fußballspieler. Der Mittelfeldspieler ist seit Sommer 2024 von US Triestina an Calcio Lecco verliehen.

## Sportlicher Werdegang
Gündüz spielte in der Jugend beim SV Tasmania Berlin, dem NFC Rot-Weiß Berlin und Tennis Borussia Berlin, ehe er 2013 in den Nachwuchsbereich von Hertha BSC wechselte. Dort durchlief er die einzelnen Jugendmannschaften und lief für den Klub in der B-Junioren- und A-Junioren-Bundesliga auf. In der A-Junioren-Bundesliga 2021/22 erreichte er mit der von Ex-Profi Michael Hartmann trainierten Mannschaft an der Seite von Lukas Ullrich, Luca Wollschläger, Joel da Silva Kiala und Julian Eitschberger als Meister der Staffel Nord/Nordost das Endspiel der Endrunde um die deutsche Meisterschaft. Beim im „heimischen“ Olympiapark-Amateurstadion ausgetragenen Finale gegen den Nachwuchs von Borussia Dortmund stand er in der Startformation, das Spiel ging jedoch 1:2 verloren. Parallel sammelte er als Spieler in der in der Regionalliga Nordost antretenden Reservemannschaft erste Erfahrung im Erwachsenenbereich, nach einer im Frühjahr 2023 erlittenen Handverletzung verlor er dabei seinen zwischenzeitlich erarbeiteten Stammplatz im Mittelfeld.
Im September 2023 verließ Gündüz Hertha BSC und schloss sich dem italienischen Klub US Triestina in der Serie C an. Am 11. November des Jahres debütierte er unter Trainer Attilio Tesser beim 0:0-Unentschieden gegen Pro Sesto 1913 im italienischen Profifußball. In der Folge stand er zwar regelmäßig im Kader, kam aber nur unregelmäßig zum Einsatz. Am 4. Februar 2024 stand er bei der 1:2-Heimniederlage gegen Aurora Pro Patria erstmals in der Startelf, anschließend ersetzte der ambitionierte Klub jedoch Tesser durch Roberto Bordin. Unter diesem blieb er ebenso über weite Strecken zweite Wahl, als der Klub in der Serie-C-Spielzeit 2023/24 als Tabellenvierter der Gruppe A den direkten Aufstieg in die Serie B verpasste und in den Aufstiegs-Play-Offs im Achtelfinale an Benevento Calcio scheiterte. Im Sommer 2024 ging es leihweise zum Drittligisten Calcio Lecco. Unter Trainer Francesco Baldini kam er zu Saisonbeginn regelmäßig zu Spielminuten, musste allerdings auf Grund eines Kreuzbandrisses ab November 2024 dauerhaft pausieren und die Leihe an Calcio Lecco wurde beendet.